# خسرو معتضد
خسرو معتضد (زادهٔ ۳۰ خرداد ۱۳۲۱) تاریخ‌نگار، جمعیت‌شناس، مجری و کارشناس برنامه‌های تاریخ معاصر در صدا و سیمای جمهوری اسلامی ایران است. وی پیش از انقلاب در دانشکدهٔ رادیو و تلویزیون (صدا و سیمای کنونی) و مدتی نیز در دانشکدهٔ افسری، تاریخ معاصر تدریس می‌کرده است.

## زندگی
پدرش سرهنگ تقی معتضد، اصالتاً اهل مازندران بوده که نام خانوادگی خود را از شمس لاریجانی به معتضد تغییر داده بود. نام خانوادگی دیگر بستگان پدری وی همچنان شمس لاریجانی است. معتضد، متأهل و دارای پسری به نام اشکان و دو دختر به نام‌های میترا و ماندانا می‌باشد. او پس از گرفتن دیپلم، وارد دانشکده ادبیات و علوم انسانی دانشگاه تهران شد و توانست در سال ۱۳۴۴ از این دانشگاه دانش‌آموخته شود و و پس از گذراندن سربازی اجباری، در همان رشته (تاریخ و جغرافیا) به سال ۱۳۴۹ کارشناسی ارشد دریافت کرد. معتضد از ۱۶ سالگی به نویسندگی در مطبوعات روی آورد. نخستین برنامه‌های رادیویی او از رادیو تهران در سال ۱۳۳۷ پخش شد. وی در آغاز کار خود در رادیو، حدود ۲۰ نمایشنامه و سریال رادیویی عرضه کرد و در طول آن سال‌ها، پس از پایان تحصیلات دورهٔ کارشناسی، سردبیری مجلات «بدیع»، «ترقی»، «پژوهشگر»، «بندر و دریا»، «کهکشان»، «دور دنیا» را بر عهده گرفت. خسرو معتضد، در سال‌های پیش از پیروزی انقلاب ۵۷، دوره‌های کوتاه آموزش رسانه‌ای را در کشورهای فیلیپین و مالزی و تایلند با بورسیهٔ یونیسف گذراند. از سال ۱۳۷۵ برنامه‌های مستند تاریخ او با عنوان «فرازهایی از تاریخ معاصر»، «قرن پرماجرا»، «از نگاه تاریخ»، «پلی به گذشته» از شبکه‌های سیمای ایران پخش شده است. او در چندین نوبت افراد مخالف انقلاب ایران را به مناظره دعوت کرده است.

## دیدگاه‌های تاریخی
خسرو معتضد در گفتاری در باب مفهوم «شاه» و رابطه آن با تودهٔ ملت با عنوان «تأثیر گذاری شاهنشاهان هخامنشی در یکپارچگی و عظمت قوم ایران» در شمارهٔ ۳۴ روزنامه جشن شاهنشاهی ایران مورخ چهارشنبه ۱۰ شهریور سال ۱۳۵۰ محمدرضا شاه پهلوی را ستود.
وی بعدها خود را علاقه‌مند به جمهوری اسلامی معرفی کرده و مدعی است که «مدیحه‌سرای نظام» نیست و از سوی دیگر هیچ وابستگی به دربار پهلوی و ساواک ندارد و حتی برخی از کتاب‌های او در آن زمان انتشار ممنوع بوده است. وی همچنین اعلام کرده است که در ایران سانسور آن گونه که پیش از انقلاب ۵۷ برقرار بوده وجود ندارد. ولی رسول جعفریان با ذکر سند آن روزنامه (روزنامهٔ جشن شاهنشاهی ایران، شمارهٔ ۳۴، چهارشنبه دهم شهریور ماه ۱۳۵۰) معتضد را مداح شاه و برخی اقدامات او دانست. معتضد در پاسخ به جعفریان مدعی تحریف سخن خود به دست سردبیر وقت نشریه شده و نوشت:
 کشف مهم معظم‌له این است که در مقدمهٔ مقاله، سردبیر وقت نشریه چند سطری افزوده و از زمامدار وقت تعریف کرده است. باقی مقاله دربارهٔ دولت هخامنشی است که امروز دولت جمهوری اسلامی ایران منشور کوروش را که آقای جعفریان جلوه و درخشش او را از سر برکت وجود مستشرقین اروپایی و بیش‌تر یهودی می‌داند، از موزهٔ بریتانیا به مدت چهار ماه به امانت می‌گیرد و به ایران می‌آورد و مردم در صف می‌ایستند تا آن نماد معرفت و انسانیت و بزرگ‌منشی و آزادگی را تماشا کنند.
در سال ۱۳۹۲، در پی پشتیبانی معتضد از اسفندیار رحیم مشایی، وبگاه خبری انتخاب در نقد معتضد پرسید «آیا می‌توان به سخنان فردی که ۴۰ سال پیش، ″پیمان وفاداری با شاه را با خون شرفش عجین کرده″ و اینک با همان اغراق از مشایی تمجید می‌کند، اعتماد کرد؟»
مناظره وی با صادق زیباکلام دربارهٔ رضاشاه و تاریخ دورهٔ پهلوی در برنامهٔ شبکهٔ مستند سیما به نام «قبل از انقلاب» دچار تنش شد.

## اشتباهات تاریخی
معتضد در کتاب مثل ثریا گریه خواهم کرد تاریخ فوت فوزیه، همسر نخست محمدرضا شاه را سال ۱۳۸۱ بیان می‌کند در حالی که فوزیه در سال ۱۳۹۲ درگذشت.
معتضد به عنوان کارشناس تاریخ در سریال معمای شاه حضور داشت اما در پی انتقادات به اشتباهات تاریخی سریال از خود سلب مسئولیت نمود:
 این که رضاشاه شیعۀ اثنی‌عشری نبوده نقل قولی است از آشتیانی‌زاده نمایندۀ مجالس ۱۵ و ۱۶ که خود او هم آدم چندان موجهی نبوده و نمی‌توان وی را موثق انگاشت یا این که مناسبات غیرطبیعی‌ای میان محمدرضا پهلوی و ارنست پرون وجود داشته یا رضاخان در جوانی مدتی مسگر بوده مطالبی است که دربارهٔ آنها مستندات دقیق وجود ندارد و تنها به نقل از افواه است، یا اینکه شاه دائم‌الخمر بوده و اساساً تکیۀ کامل بر نوشته‌های فردوست - با توجه به فرصت‌طلبی ذاتی او و این که راوی موثقی نبوده - باز به من ارتباط ندارد.

## برنامه‌ها
| نام برنامه    | سال پخش | شبکه            |
| ------------- | ------- | --------------- |
| تاریخ تماشایی | ۱۳۹۷    | شبکه تماشا سیما |
| تاریخ و سینما |         | شبکه تماشا سیما |
| پلی به گذشته  |         | شبکه دو سیما    |
| معمای تاریخ   | ۱۴۰۲    | شبکه یک سیما    |